# Heliocontia subapicana
Heliocontia subapicana är en fjärilsart som beskrevs av Walker 1863. Heliocontia subapicana ingår i släktet Heliocontia och familjen nattflyn. Inga underarter finns listade i Catalogue of Life.